# Piero Ragaglia
Piero Ragaglia (all'anagrafe Eugenio Pietro Ragaglia) (Bobbio, 19 gennaio 1903 – Vsevolodo-Vil'va, 5 maggio 1943) è stato un calciatore italiano, di ruolo difensore.

## Carriera
Dopo aver militato nel Pavia, passa al Novara con cui debutta in massima serie nel 1923-1924, disputando complessivamente 39 gare nel corso di quattro anni in Prima Divisione, e segnando una marcatura in trasferta contro l'Andrea Doria (8 novembre 1925). Torna a Pavia disputando altri cinque campionati.

## Palmarès

### Club

#### Competizioni nazionali
- Seconda Divisione: 1

Pavia: 1928-1929
- Prima Divisione: 2

Novara: 1926-1927
Pavia: 1932-1933